# Zetak
Zetak és un grup basc de música pop-electrònica fundat per Pello Reparaz el 18 de novembre de 2019. Pello va crear aquest grup de música després de la dissolució del seu anterior grup Vendetta (2007-2018), de ska i punk, del qual va ser membre fundador amb només 17 anys.
L'estiu del 2022 van aconseguir un gran èxit a Donostia i Bilbo. Durant la Setmana de Donostia, 13.500 persones es van concentrar a la plaça Tomas Alba del barri de Sagues. Durant l'Aste Nagusia de Bilbao van actuar a l'Arenatza.
Als Països Catalans, Zetak és conegut per haver col·laborat amb cantants com Oques Grasses i Suu i per versionar una cançó de Blaumut.

## Membres del grup
- Pello Reparaz, cantant.
- Leire Colmo, percussió.
- Iban Larreburu, bateria.
- Gorka Pastor, sintetitzador.

## Discografia

### ZETAK (2019)
Primer disc publicat pel grup. Té 10 cançons i va sortir el 5 de desembre de 2019. Igual que la cançó Errepidean "A la carretera" (que també s'inclou a l'àlbum), el disc ha tingut més d'un milió de visualitzacions a les plataformes de música.

#### Errepidean (2019)
A la carretera va ser el primer treball del grup Zetak. Va ser llançat el 10 de juny de 2019 i va ser un gran èxit, amb més d'un milió de visites a YouTube i Spotify.

### ZEINEN EDERRA IZANGO DEN (2020)
El segon àlbum de Zetak conté les següents cançons:

#### Zeinen ederra izango denabestia (2020)
"Que bonica serà la cançó" va ser publicada el 24 d'abril de 2020, durant la pandèmia del Covid-19. Per fer el videoclip, el grup va demanar als seus seguidors vídeos i fotos dels moments més feliços de les seves vides. La cançó va tenir un gran èxit a tot el País Basc, amb gairebé dos milions de visites.

#### Hegan (2020)
La cançó Hegan ("Volar") va ser una col·laboració amb la ràdio Gaztea, publicada el 3 de juliol de 2020. Ha rebut més de 300.000 visites d'ençà que va sortir.

#### Hitzeman (2020)
Hitzeman ("Promesa") és una cançó publicada el 16 de novembre de 2020 creada juntament amb el grup Oques Grasses, i està disponible en les dues llengüesː català i basc.

#### Akelarretan (2020)
Akelarretan és una cançó publicada el 3 de desembre de 2020. Pello Reparaz no canta en aquesta cançó, que ha tingut més de 200.000 visites.

##### Itzulera (2022)
"El retorn" marca la tornada del grup després de dos anys de pandèmia. És una cançó produïda en col·laboració entre Zetak i Erramun Martikorena en el marc de la festa del llac a Senpere. El videoclip va ser dirigit per Pello, juntament amb Iratxe Reparaz, que també va integrar la Txalaparta i Oskara del grup de dansa Kukai.

#### Zoriontasuna (2022)
La cançó Zoriontasuna ("La felicitat") es va estrenar juntament amb Bomba Estéreo a principis de la temporada 2022-23.

#### Pa amb Oli I Sal (2023)
La primera cançó de l'any 2023 amb la catalana Suu va arribar a mitjans de maig i va ser una adaptació del "Pa amb Oli i Sal" dels Blaumut.

### AAZTIYEN (2023)
ZETAK va avançar la notícia de nou disc a mitjans de setembre. El disc es va publicar el 6 de desembre. El nom del disc és una paraula basca local d'Arbizu (Poble natal de Pello Reparaz) que vol dir just abans o abans. Al disc hi està molt present la llengua i la mitologia basca amb "ARALARKO DAMA" com a bon exemple. Les cançons avançades van ser "ZU", després va arribar "ARALARKO DAMA" i finalment "DESKONTROLA". El 6 de desembre es van publicar les altres 9. El febrer de 2024 va guanyar el premi Gaztea al millor disc  .
- ZU (2023) El 19 d'octubre de 2023, ZETAK va llançar aquesta cançó, que és el senzill principal del nou àlbum 'AAZTIYEN'.
- ARALARKO DAMA (2023) és el segon senzill de l'àlbum "AAZTIYEN". Publicat el 9 de novembre de 2023. 18.000 persones el van veure en 24 hores.
- DESKONTROLA (2023) L'últim senzill de l'àlbum "AAZTIYEN", publicat el 28 de novembre de 2023. Vist per 12.000 persones en les primeres 24 hores.

Aquí teniu la llista de totes les cançons:
- INTRO
- DESKONTROLA
- BEGI BELTZ
- ZU
- ENTRE CARN I OS (ZETAK, Marala)
- INTERLUDE
- ARALARKO DAMA
- EGUZKILOREAK (ZETAK, Neomak)
- AAZTIYEN
- ANGULEELE (ZETAK, Fillas de Cassandra)
- NON SARTU ZARA
- OUTRO